# En farlig Forbryder
En farlig Forbryder er en dansk stumfilm fra 1913, der er instrueret af August Blom efter manuskript af William Soelberg.

## Handling
Denne artikel mangler et handlingsreferat. Hjælp os med at skrive det.

## Medvirkende
- Carl Alstrup - James Brown
- Johannes Ring - Rentier Strix, James' onkel
- Emilian Erichsen - Kriminalretsassessor Holst
- Emilie Otterdahl - Edith
- Christian Schrøder - Baron von Silberstein
- Betzy Kofoed - Baronesse von Silberstein
- Maja Bjerre-Lind - Olivia, von Silbersteins datter
- Johanne Krum-Hunderup
- Ingeborg Jensen
- Charles Willumsen
- Agnes Andersen
- Vera Esbøll